# アイルランド海軍艦艇一覧
アイルランド海軍艦艇一覧は、アイルランド海軍が過去保有した、または現在保有する、または将来保有する予定の、未完成・計画中止を含めた歴代艦艇一覧である。
凡例

## 現有勢力（2024年現在）
- 国防予算：11億9,700万ドル[1]
- 海軍人員：996名[1]
- 艦船隻数：8隻（排水量20t以上）[1]

哨戒艦×6
哨戒艇×2
- 航空機数：2機[1]

陸上固定翼機×2

## 艦艇一覧（近代海軍）

### 哨戒艦艇
警備艦
- 旧・英『フラワー級』 - 3隻

マッハ (01 Macha)　※　旧・『ボリジ (K120 Borage)』
メイバ (02 Maev)　※　旧・『オックスリップ (K123 Oxlip)』
クリオナ (03 Cliona)　※　旧・『ベルワート (K114 Bellwort)』
- ディアドラ (P20 Deirdre)

- エマー級 - 2隻

エマー (P21 Emer)
イーファ (P22 Aoief)
アイリング (P23 Aisling)
- エンヤ　(P31 Eithne)

- 旧・英『ピーコック級』 - 2隻

オーラ (P41 Orle)　※　旧・『スウィフト (P243 Swift)』
シアラ (P42 Ciara)　※　旧・『スワロー (P242 Swallow)』
- ローシーン級 - 2隻

ローシーン (P51 Róisín)
ニーヴ (P52 Niamh)
- サミュエル・ベケット級 - 2隻 (1隻建造中、3隻計画中)

サミュエル・ベケット　(P61 Samuel Beckett)
ジェイムズ・ジョイス　(P62 James Joyce)
※ 建造中：
ウォリアム・バトラー・イェイツ　(P63 William Butler Yeats)
- ロトイティ級

レ・イーヴィント　(P71 LÉ Aoibhinn)
レ・ゴブナット　(P72 LÉ Gobnait)

### 機雷戦艦艇

#### 掃海艦艇
掃海艇
- 旧・英『トン型』 - 3隻

グラーニア (CM10 Grainne)　※旧・『オールストン (M1129 Oulston)』
バンバ (CM11 Banba)　※旧・『アルバートン (M1104 Alverton)』
フォラ (CM12 Fola)　※旧・『ブラックストン (M1131 Blaxton)』

### 補助艦艇

#### その他
練習艦
- セタンタ (A15 Setanta)